# Thoracostoma unifenestratum
Thoracostoma unifenestratum är en rundmaskart som beskrevs av Allgen 1959. Thoracostoma unifenestratum ingår i släktet Thoracostoma och familjen Leptosomatidae. Inga underarter finns listade i Catalogue of Life.